# 今堀富三
今堀 富三（いまほり とみぞう、1937年または1938年 - 2004年〈平成16年〉9月12日）は、日本の地方公務員。大阪府企業局長、同出納長、同人事委員を歴任。瑞宝中綬章受章。位階は従五位。

## 人物・経歴
1960年 関西大学法学部卒業。大阪府庁入庁。企画調整部同和対策室長、1992年4月 利倉昭二の後任として人事委員会事務局長、1994年1月 同職を高田常三郎と交代し迫間茂の後任として企業局長、1995年9月 同職を木原敬介と交代し出納長、大阪府住宅供給公社監事、1999年7月 鈴木重信を後任として出納長を辞職。同年10月 大阪府人事委員。2004年9月 死去。

## 栄典
- 死没日付をもって叙従五位、瑞宝中綬章受章[1]